# The Silent Lie
Pour plus de détails, voir Fiche technique et Distribution.
The Silent Lie est un film muet américain réalisé par Raoul Walsh et sorti en 1917.

## Synopsis
Lady Lou est forcée par son père adoptif, Hatfield, de travailler dans un saloon d'un camp de bûcherons. Grâce aux efforts d'un étranger secrètement amoureux d'elle, Lou part dans un camp voisin où elle rencontre Conahan, un bûcheron, avec lequel elle se marie. Son passé est révélé lors d'une confrontation avec Hatfield et son mari se détourne d'elle. Elle est encore une fois sauvé par l'intervention de l'étranger qui raconte la vérité sur la vie de Lou à son mari. Après leur réconciliation, l'étranger part seul dans la neige. 

## Fiche technique
- Titre original : The Silent Lie
- Réalisation : Raoul Walsh
- Scénario : Chester B. Clapp, d'après la nouvelle Conahan de Larry Evans
- Photographie : Dal Clawson
- Production : William Fox
- Société de production : Fox Film Corporation
- Société de distribution : Fox Film Corporation
- Pays de production :  États-Unis
- Langue originale : anglais
- Format : noir et blanc — 35 mm — 1,37:1 — Film muet
- Genre : drame
- Durée : 5 ou 6 bobines
- Date de sortie :
  - États-Unis : 28 mai 1917
- Licence : Domaine public

## Distribution
- Miriam Cooper : Lady Lou
- Ralph Lewis : Hatfield
- Charles Clary : Conahan
- Monroe Salisbury : l'étranger
- Henry A. Barrows : le prêtre
- Howard Davies : le marchand de fourrures
- William Eagle Shirt : l'indien